# Бредсолл
Бредсолл (англ. Breadsall) — деревня в графстве Дербишир в центральной Англии. Население деревни составляет 630 человек.
Бредсолл является популярным местом для пенсионеров, которые переселяются сюда для спокойной жизни. В деревне останавливается автобус, идущий по маршруту из Илкестона в Дерби.
В деревне есть начальная школа, школа для инвалидов и спортивная площадка для игры в крикет и футбол. С 1950 годов здесь базируется бредсоллский крикетный клуб.

## История
В Книге Страшного суда упоминается, что Бредсолл принадлежал рыцарю Генриху де Феррьеру и стоил 4 фунта. В тексте говорится, что в деревне была церковь, луг и мельница.
В церкви всех святых Бредсолла находится военный мемориал, построенный в виде кельтского креста в честь 14 мужчин, погибших в Первую мировую войну и девяти мужчин и одной женщины, погибших во Вторую мировую войну.

## Известные жители
- Натуралист Эразм Дарвин в конце своей жизни переехал в Бредсолл. Он похоронен в церкви всех святых.
- Ботаник Джозеф Уайттекер родился в Бредсолле.